# Corning (Kansas)

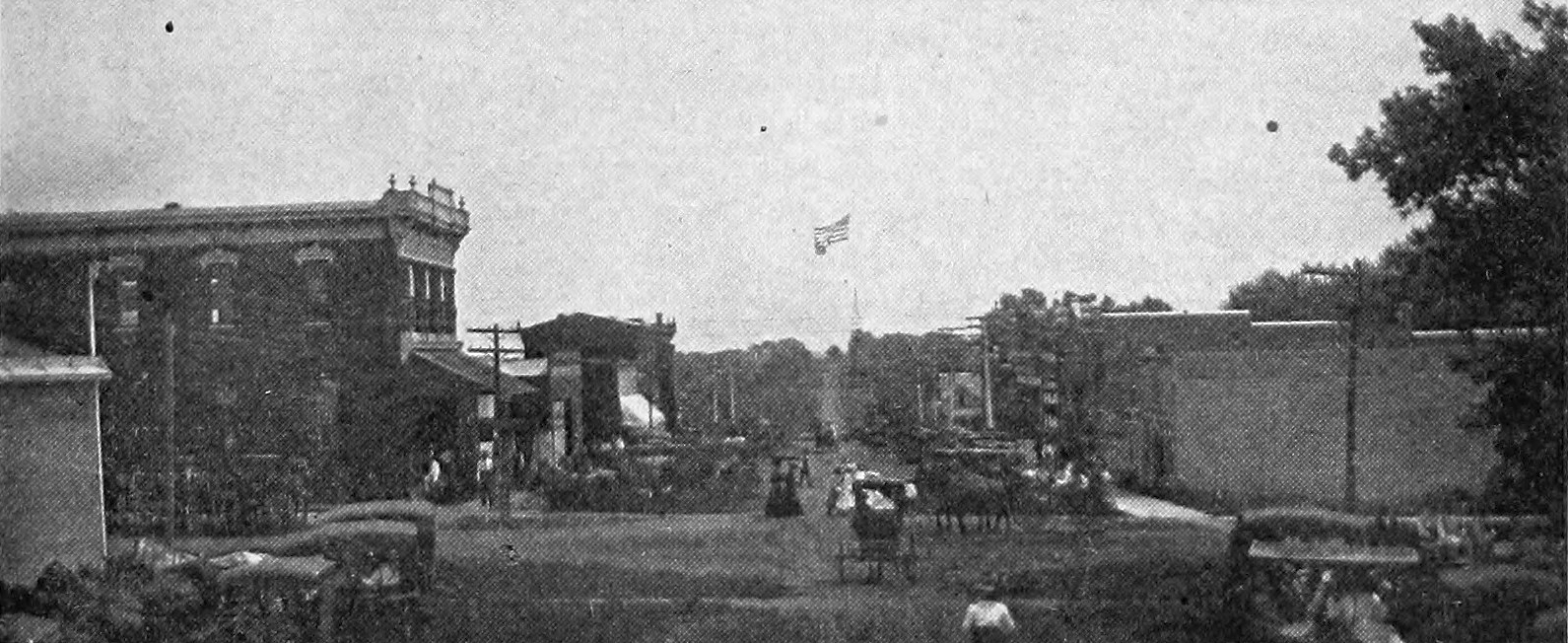
Corning w 1916

Corning – miasto w Stanach Zjednoczonych, w stanie Kansas, w hrabstwie Nemaha.